# Finlàndia Oriental
La província de Finlàndia Oriental és una província de Finlàndia. Fa frontera amb les províncies d'Oulu, Finlàndia Occidental i Finlàndia del Sud. també fa frontera amb Rússia.

## Províncies Històriques
El 1997 es redissenyà la divisió administrativa finlandesa, i es va reduir el nombre de províncies de 12 a 6, tot incorporant part de les de Mikkeli, Kuopio i Carèlia del Nord (Pohjois-Karjala) a la nova de Finlàndia Oriental.

## Regions
Finlàndia Oriental es divideix en 3 regions:
- Carèlia Septentrional (Pohjois-Karjala / Norra Karelen)
- Savònia del Nord (Pohjois-Savo / Norra Savolax)
- Savònia del Sud (Etelä-Savo / Södra Savolax)

Les regions de Finlàndia Oriental tenen 66 municipis.